# Wasylko Rościsławicz
Wasylko Rościsławicz (ur. ok. 1062, zm. 28 lutego 1125) – książę trembowelski od 1085 roku. 
Prawnuk Jarosława Mądrego, syn Rościsława Wołodymyrowicza i księżniczki węgierskiej, młodszy brat Ruryka i Wołodara.
Określany jest później mianem izgoja na dworze Jaropełka Izjasławicza w Włodzimierzu. Wspólnie z braćmi wygnał Jaropełka z tronu i współrządził Wołyniem. W 1085 roku, z woli Wsiewołoda Jarosławicza kijowskiego został pierwszym księciem trembowelskim. 
W 1097 roku został oślepiony. 
Miał synów: Iwana (lub Igora), Grzegorza Wasylkowicza oraz córkę, wydaną za księcia morawskiego Wratysława. 